# 勝利水庫 (馬祖)
勝利水庫（英文：Shengli Reservoir，福州語平話字：Séng-lé cūi-kó̤）是一處位於中華民國連江縣南竿鄉的水庫。

## 基本資料
- 集水面積0.83平方公里
- 滿水位面積2.7公頃
- 總蓄水量277,000立方公尺
- 計畫有效蓄水量259,000立方公尺
- 壩頂標高22公尺
- 最大壩身高度22公尺
- 壩頂長度135公尺
- 壩頂寬度8公尺

### 取水
- 取水形式：抽水式（20HP抽水機）[3]

## 周邊景點
- 馬祖民俗文物館
- 經國先生紀念堂

## 資料來源
1. ↑  連江縣各水庫第二次安全評估
2. ↑  .   [2020-09-04]. （原始内容存档于2020-12-03）.
3. ↑  . 連江縣自來水廠.   [2020-09-05]. （原始内容存档于2019-12-27） （中文（臺灣））.